# Slow Train Coming
| 전문가 평가                   | 전문가 평가 |
| 평가 점수                     | 평가 점수   |
| 출처                          | 점수        |
| ----------------------------- | ----------- |
| AllMusic                      | [ 1 ]       |
| Christgau's Record Guide      | B+          |
| The Rolling Stone Album Guide | [ 3 ]       |

《Slow Train Coming》은 1979년 8월 20일, 미국의 싱어송라이터 밥 딜런의 열아홉 번째 스튜디오 음반으로, 컬럼비아 레코드가 발매했다. 딜런이 기독교로 개종한 이후 처음 시도한 것으로, 모든 곡은 그의 강한 개인적 신앙을 표현하거나 기독교의 가르침과 철학의 중요성을 강조한다. 이 음반의 복음주의적인 성격은 딜런의 기존 팬들 중 많은 사람들을 소외시켰고, 동시에 많은 기독교인들이 그의 팬 층에 끌어들였다.
이 음반은 일반적으로 음악 평론가들로부터 호평을 받았고, 싱글인 〈Gotta Serve Somebody〉는 1980년 딜런이 그래미 어워드 최초로 남성 록 보컬상을 수상하면서 3년 만에 그의 첫 히트곡이 되었다. 이 음반은 영국 차트 2위를 정점으로 미국에서 플래티넘을 기록했고, 3위에 올랐다.
이 음반의 고화질 5.1 서라운드 사운드 에디션은 2003년 컬럼비아에 의해 SACD로 발매되었다.

## 배경
1978년 11월까지 딜런은 그의 경력에 대한 최악의 평을 받았다. 1월 말, 그는 마침내 1975년 가을 첫 롤링 썬더 리뷰 투어를 통해 촬영된 파트 픽션, 파트 콘서트 영화인 《레날도와 클라라》를 초연했다. 공연은 좋은 평가를 받았으나, 영화 평의 압도적 다수는 부정적인 평가를 받았으며, 특히 4명의 다른 비평가들이 4개의 부정적인 평을 게재한 《빌리지 보이스》의 평론도 부정적이었다.
영국에서의 비판적인 반응이 더 좋았지만, 일부 영국 비평가들이 그것을 주요 작품이라고 선언하면서, 그의 가장 최근 음반인 《Street-Legal》 또한 대부분의 미국 비평가들로부터 좋지 않은 평가를 받았다. 성차별, 제작 불량, 작문 불량 등의 혐의가 음반에 던져졌다.
한편 딜런의 이번 투어는 자체적인 부정적인 평을 얻고 있었는데, 1978년 2월과 3월 공연에서 얻은 《Bob Dylan at Budokan》의 미국 발매에 대한 부정적인 평이 많이 반영되었다.

## 아웃테이크
딜런은 이 시간 동안 세 곡의 추가 곡을 녹음했지만, 이 곡들이 《Slow Train Coming》의 최종 컷을 통과하지는 못했다. 〈Trouble in Mind〉는 1979년에 B-사이드로 발행되었다. 〈Ain't No Man Righteous〉는 레게 그룹 자 말라가 취재했지만 딜런 버전은 2017년까지 발매되지 않았다. 〈Ye Shall Be Changed〉는 《The Bootleg Series Vol 1–3》에서 발행되었다. 2017년 《The Bootleg Series Vol. 13: Trouble No More 1979–1981》에서도 세 번의 아웃테이크가 모두 공개됐다.
- 〈Trouble in Mind〉
- 〈Ain't No Man Righteous, No Not One〉
- 〈Ye Shall Be Changed〉

## 곡 목록
모든 곡들은 밥 딜런에 의해 작사/작곡하였다.
| #  | 제목                     | 재생 시간 |
| -- | ------------------------ | --------- |
| 1. | 〈Gotta Serve Somebody〉 | 5:22      |
| 2. | 〈Precious Angel〉       | 6:27      |
| 3. | 〈I Believe in You〉     | 5:02      |
| 4. | 〈Slow Train〉           | 5:55      |

| #  | 제목                                     | 재생 시간 |
| -- | ---------------------------------------- | --------- |
| 1. | 〈Gonna Change My Way of Thinking〉      | 5:25      |
| 2. | 〈Do Right to Me Baby (Do Unto Others)〉 | 3:50      |
| 3. | 〈When You Gonna Wake Up〉               | 5:25      |
| 4. | 〈Man Gave Names to All the Animals〉    | 4:23      |
| 5. | 〈When He Returns〉                      | 4:30      |

## 인증
| 국가                       | 인증        | 판매량/출하량 |
| -------------------------- | ----------- | ------------- |
| 오스트레일리아 (ARIA)      | 플래티넘    | 70,000^       |
| 캐나다 (뮤직 캐나다)       | 2× 플래티넘 | 200,000^      |
| 프랑스 (SNEP)              | 2× 골드     | 423,800       |
| 뉴질랜드 (RMNZ)            | 골드        | 7,500^        |
| 영국 (BPI)                 | 골드        | 100,000^      |
| 미국 (RIAA)                | 플래티넘    | 1,000,000^    |
| ^출하량을 기반으로 한 인증 |             |               |